# Vuelo 1493 de USAir
El vuelo 1493 de USAir fue un vuelo comercial regular que sufrió un accidente en el Aeropuerto Internacional de Los Ángeles el 1 de febrero de 1991, al colisionar con el vuelo 5569 de SkyWest Airlines. Ambos aviones se incendiaron tras el impacto y fallecieron 35 de sus ocupantes, resultando heridos otros 29, trece de ellos de gravedad.

## Detalles del accidente

### Aviones involucrados

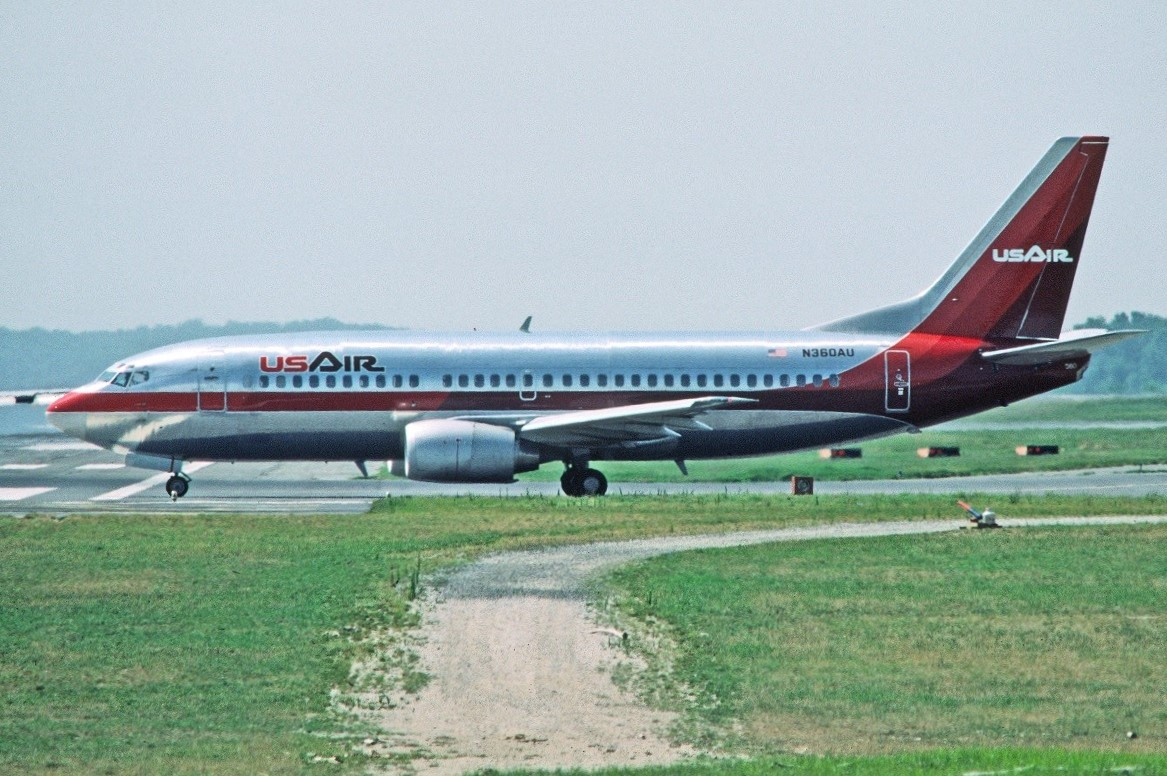
N388US, el Boeing 737 de USAir involucrado en el accidente fotografiado en abril de 1986, con un registro previo.

El vuelo 1493 operaba un Boeing 737-300 de 5 años y 4 meses de USAir, con matrícula N388US, que realizaba el trayecto entre el Aeropuerto Internacional de Siracusa-Hancock en Nueva York y la ciudad de San Francisco, con escalas en Washington, Columbus y Los Ángeles. A bordo viajaban 83 pasajeros, cuatro auxiliares de vuelo y dos pilotos.

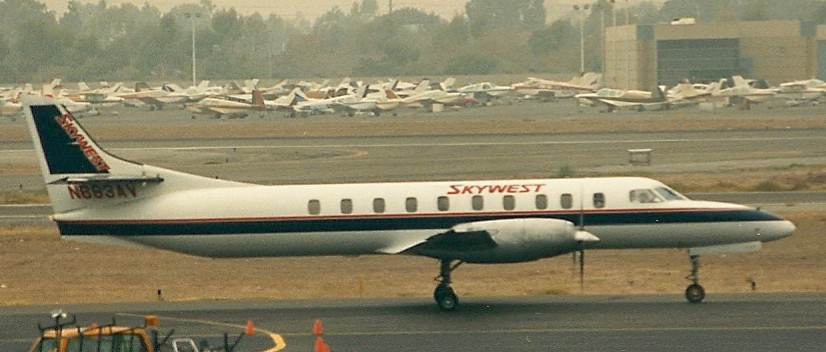
N683AV, el Fairchild Metroliner de SkyWest involucrado en el accidente fotografiado en octubre de 1988

El avión del vuelo 5569 era un Fairchild Metroliner de SkyWest Airlines, con matrícula N683AV. Este vuelo era de tipo chárter, cuyo destino final era el aeropuerto Regional LA/Palmdale y en él viajaban diez pasajeros y dos pilotos. No contaba con auxiliares de vuelo al ser un vuelo regional.

### Pista y posición de los aviones
El vuelo 5569 de SkyWest Airlines se hallaba en la cabecera de la pista 24L esperando instrucciones para el despegue, mientras que el vuelo 1493 de US Airways se encontraba en la fase final de su maniobra de fase de aterrizaje por la misma pista.
La alta congestión del aeropuerto y la deficiente iluminación de la cabecera de la pista 24L motivaron que los controladores aéreos no se percatasen de la existencia de una aeronave en la pista donde debía aterrizar otro vuelo de mayor envergadura.

## Accidente
El avión de SkyWest carreteaba por las calles de rodaje y recibió autorización de la torre de control para dirigirse a la cabecera de la pista 24L e iniciar su despegue. El controlador a su cargo no disponía de las fichas de progreso de vuelo que indican detalladamente cuál es la ubicación y futuros movimientos de los aviones bajo su control y tampoco existía en aquellas fechas un protocolo de comunicaciones estricto que indicase en qué punto debía situarse mientras aguardaba la autorización para despegar. Como quiera que fuese, el Fairchild de SkyWest se colocó en la cabecera de la pista 24L cuando el Boeing de US Airways se encontraba en la última fase de su maniobra de aproximación al aeropuerto, lo que unido a las condiciones de visibilidad nocturna motivó que sus pilotos no se percatasen de la presencia del otro avión en la pista. El Boeing impactó con el avión de SkyWest, que resultó aplastado, y ambos se deslizaron por la pista 24L envueltos en llamas, desviándose a la izquierda y chocando finalmente con un edificio abandonado.
Tras percibir el impacto, los operadores de la torre de control llamaron a los servicios de urgencia del aeropuerto, que constataron que todos los ocupantes del avión de SkyWest habían fallecido por la colisión o por el posterior incendio del combustible. La causa de la muerte de la mayoría de los 22 fallecidos del avión de USAir fue por asfixia debido a que no se pudieron utilizar todas las salidas de emergencia con las que cuenta el avión por el intenso fuego que lo rodeaba.

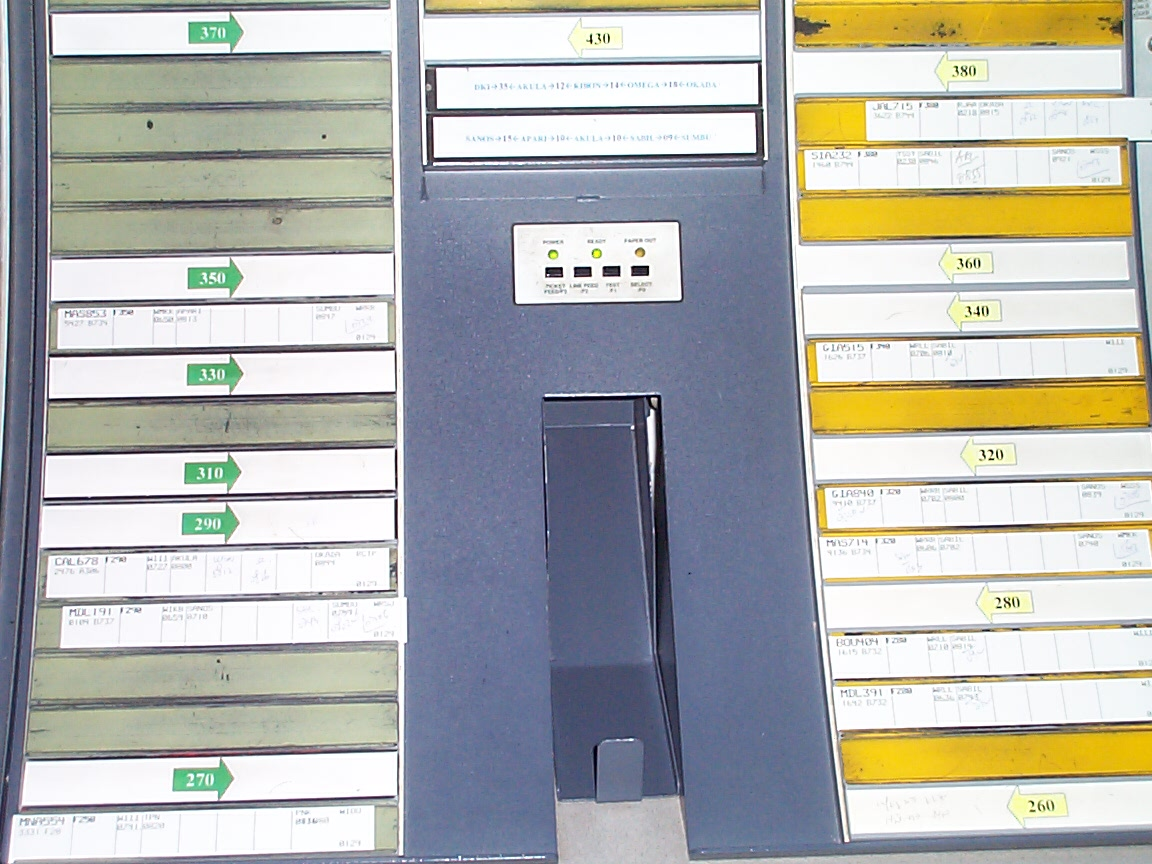
Fichas de progreso de vuelo.

## Investigación
Las conclusiones de la investigación del accidente llevada a cabo por la Junta Nacional de Seguridad del Transporte (NTSB), establecieron varias causas para el accidente. El hecho de que el radar de tierra estuviese fuera de servicio el día del siniestro fue una de dichas causas fundamentales, ya que en otro caso hubiera podido detectar la presencia en la pista del avión de SkyWest con tiempo suficiente para alertar al vuelo entrante de US Airways. Otros de los factores decisivos fueron la falta de sincronicidad entre las fichas de progreso de vuelo que disponían los controladores y la posición real de los aviones en las pistas y calles de rodaje del aeropuerto, lo que hizo que el avión del vuelo 5569 recibiese instrucciones incorrectas a causa de la incorrecta percepción de su ubicación que tenía su controlador. La deficiente iluminación nocturna de las pistas y los problemas de deslumbramiento que esta iluminación causaba en los operadores de la torre de control del aeropuerto, mermando su capacidad para poder vislumbrar aviones pequeños durante sus maniobras por las calles de rodaje fue otro de los factores determinantes del siniestro.
La Junta Nacional de Seguridad del Transporte culpó a la administración del aeropuerto por no contar con el suficiente personal para atender los aterrizajes y despegues, especialmente durante las operaciones nocturnas.

## Modificaciones
Como consecuencia del informe del accidente redactado por la NTSB se reordenaron las pistas, dejando la 24R y 25L para aterrizajes y la 24L y 25R para operaciones de despegue. También se modificó la iluminación para evitar el deslumbramiento de los operadores de la torre de control.

## Dramatización
El accidente se relata en el cuarto episodio de la novena temporada de Mayday: catástrofes aéreas, titulado «Autorizado para el desastre». También tuvo un remake en la temporada 25 del mismo programa titulado «Sin salida».